# Sveriges håndboldforbund
Svenska Handbollförbundet er et specialforbund for håndbold i Sverige. Svenska Handbollförbundet blev stiftet i 1930 ud fra Svenska Lekförbundet og blev valgt ind i Riksidrottsförbundet i 1931. Forbundets hovedkvarter ligger i Stockholm i Sverige. Formanden har siden 2007 været Ericssondirektøren Hans Vestberg.